# Episodi di Doctor Who (serie televisiva 2005) (decima stagione)
La decima stagione della seconda serie televisiva Doctor Who (2005-2022), composta da dodici episodi più l'episodio speciale natalizio C'era due volte, viene trasmessa dal 15 aprile 2017 su BBC One. Nel cast principale figura nuovamente Peter Capaldi nel ruolo del Dodicesimo Dottore, alla sua ultima apparizione prima dell'episodio speciale del Natale 2017. Al suo fianco troviamo Pearl Mackie e Matt Lucas rispettivamente nei panni di Bill Potts e Nardole.
In Italia la stagione è andata in onda in prima visione assoluta dal 31 dicembre 2017 al 4 febbraio 2018, dopo l'annuncio di Rai 4 del 19 ottobre 2017 sulla propria pagina Facebook, ma la messa in onda televisiva è stata preceduta il 3 novembre dello stesso anno dall'anteprima nazionale dello speciale natalizio Il ritorno del Dottor Mysterio, che è stato trasmesso in televisione il 25 dicembre 2017, e del primo episodio al Lucca Comics & Games.
| nº | Titolo originale                    | Titolo italiano                 | Prima TV UK    | Prima TV Italia  |
| -- | ----------------------------------- | ------------------------------- | -------------- | ---------------- |
| 1  | The Pilot                           | Il pilota                       | 15 aprile 2017 | 31 dicembre 2017 |
| 2  | Smile                               | Sorridi                         | 22 aprile 2017 | 31 dicembre 2017 |
| 3  | Thin Ice                            | Ghiaccio sottile                | 29 aprile 2017 | 7 gennaio 2018   |
| 4  | Knock knock                         | Toc toc                         | 6 maggio 2017  | 7 gennaio 2018   |
| 5  | Oxygen                              | Ossigeno                        | 13 maggio 2017 | 14 gennaio 2018  |
| 6  | Extremis                            | Extremis                        | 20 maggio 2017 | 14 gennaio 2018  |
| 7  | The Pyramid at the End of the World | La piramide alla fine del mondo | 27 maggio 2017 | 21 gennaio 2018  |
| 8  | The Lie of the Land                 | Un mondo di bugie               | 3 giugno 2017  | 21 gennaio 2018  |
| 9  | Empress of Mars                     | L'imperatrice di Marte          | 10 giugno 2017 | 28 gennaio 2018  |
| 10 | The Eaters of Light                 | I mangiatori di luce            | 17 giugno 2017 | 28 gennaio 2018  |
| 11 | World Enough and Time               | Tutto il tempo del mondo        | 24 giugno 2017 | 4 febbraio 2018  |
| 12 | The Doctor Falls                    | La caduta del Dottore           | 1º luglio 2017 | 4 febbraio 2018  |

## Il pilota
- Titolo originale: The Pilot
- Diretto da: Lawrence Gough
- Scritto da: Steven Moffat

### Trama
Il Dottore e Nardole sono sotto copertura, rispettivamente come professore universitario e il suo assistente a Bristol. Bill Potts viene chiamata nell'ufficio del Dottore, dove diventa una sua studentessa. Bill si interessa intanto di una ragazza di nome Heather, caratterizzata da una spiccata eterocromia. Quest'ultima le chiede di guardare dentro a una pozzanghera, domandandole se riesce a vedere qualcosa di strano nel suo riflesso; Bill nota qualcosa, ma nulla di concreto. Appena l'altra ragazza si allontana Heather viene risucchiata dalla pozzanghera.
Il Dottore inizia a investigare sulla pozzanghera e nota che non mostra il riflesso ma qualcosa al suo interno che sta cercando di imitarli, sebbene difficilmente infatti non riesce a ricopiare bene le cose asimmetriche, come gli occhi di Heather. Bill torna al suo appartamento e sente qualcosa nel bagno: inizialmente crede che sia un conoscente della sua madre affidataria, ma poi nota che una creatura la sta osservando e scappa. Va all'università e incontra Heather che gronda acqua da tutto il corpo. Bill capisce che lei è morta e qualunque cosa ci fosse nella pozzanghera ha preso possesso di lei.
Il Dottore porta in salvo Bill, dato che la creatura la sta cacciando, inizialmente credendo che la creatura sia interessata al caveau che il Dottore e Nardole stavano custodendo all'interno dell'università. I due scappano via con il TARDIS insieme a Bill, la quale rimane esterrefatta quando vede la macchina del tempo. Prima scappano in Australia, ma la creatura li raggiunge, poi in un pianeta alla fine del tempo, ma la creatura li segue ovunque. Il Dottore capisce che il punto dove si trovava la pozzanghera era il luogo dove era atterrata un'astronave danneggiata e che la pozzanghera era una fuoriuscita nel carburante, un liquido mutante, che ha preso le sembianze di Heather.
Il Dottore decide di distruggere la creatura con il "fuoco più letale che esista", i Dalek, quindi lui, Bill e Nardole raggiungono il loro pianeta natale Skaro durante una guerra, e un Dalek prova a distruggere la creatura ma senza successo. La creatura mutante non sembra volere fare male a Bill; il Dottore capisce che ha semplicemente interiorizzato l'ultimo sentimento provato da Heather prima che morisse, ovvero il desiderio di stare con Bill, della quale si era infatuata. Bill dice alla creatura che devono dirsi addio ed ella scompare.
Il Dottore e Bill ritornano al suo ufficio, dove lui cerca di cancellarle i ricordi della giornata ma lei lo ferma avendo capito subito quali siano le sue intenzioni. Lei vuole ricordare tutto, essendo stata l'esperienza più eccitante della sua vita, e probabilmente viaggiare ancora con il Dottore, ma lui la caccia via dal suo ufficio. Mentre Bill se ne sta andando trova il Dottore ad aspettarla davanti al TARDIS, poiché il signore del tempo ha cambiato idea.

## Sorridi
- Titolo originale: Smile
- Diretto da: Lawrence Gough
- Scritto da: Frank Cottrell Boyce

### Trama
Nardole proibisce al Dottore di viaggiare con Bill perché non può lasciare la Terra, dato che sta lavorando sotto copertura per custodire il misterioso caveau. Nardole sbriga una breve commissione per il Dottore; quest'ultimo quindi approfitta del lasso di tempo per fare un "breve" viaggio con la sua amica e ritornare prima che Nardole si accorga della loro temporanea assenza. Il Dottore e Bill arrivano su uno dei primi pianeti colonizzati della terra, Gliese 581 d; Bill chiede al Dottore perché è sulla Terra, e lui si limita a dirle che sta custodendo un caveau.
Il Dottore e Bill si addentrano nella struttura della colonia e i loro cervelli, tramite le orecchie, vengono aggiornati con un upgrade. Vengono accolti da due tipi diversi di robot: uno sciame di nanobot, chiamati Vardies, e i lenti ma senzienti Emojibot, che comunicano tramite emoji e che vengono manovrati dai nanobot. Uno degli Emojibot dona al Dottore e a Bill un dischetto per mostrare le loro vere emozioni. Il Dottore teorizza che il pianeta sia in attesa dei coloni e che i Vardies siano stati mandati in avanscoperta, ma presto si rende conto che gli scheletri della squadra di allestimento sono stati utilizzati come fertilizzante per le piante dei vivai.
Ormai determinato a fare saltare in aria la città, per paura che i Vardies possano uccidere i prossimi coloni che verranno lì, il Dottore e Bill cercano la nave principale: infatti gran parte della struttura è composta dagli stessi Vardies che l'hanno ampliata. Poi però trovano alcune pareti di metallo, e capiscono che quella è la struttura originale dell'astronave, al cui interno c'è la sala dei motori.
Bill trova un diario di bordo elettronico in una stanza con dentro il corpo esanime di un'anziana donna, e in quel diario scopre che la civiltà umana nel futuro si è estinta quasi del tutto; i pochi rimasti hanno abbandonato la Terra per colonizzare altri mondi. Il Dottore si appresta a distruggere l'astronave con i Vardies manomettendo i motori, ma si ferma quando Bill incontra un bambino appena risvegliato da un guscio. Infatti i coloni, gli ultimi umani rimasti, erano stati crio-conservati, e solamente alcuni, quelli incaricati di programmare i Vardies, si erano svegliati per primi, per poi essere uccisi. Quando una di loro era morta (la donna priva di vita trovata da Bill) gli Emojibot, che erano stati programmati per garantire il benessere degli umani, incapaci di riconoscere il dolore, avevano ucciso tutti coloro che erano in lutto, in un attacco contro la tristezza vedendola come una minaccia per la vita, riconoscendola tramite i dischetti.
I coloni appena risvegliati decidono di combattere, ma il Dottore, avendo capito che ormai i Vardies si sono evoluti tanto da diventare creature senzienti, interrompe la battaglia e cancella la memoria dei robot e fa ripartire tutto da capo. Ora gli umani dovranno imparare a vivere con i Vardies, che si credono la specie indigena del pianeta e, benché loro trovino umiliante sottostare a robot che loro stessi avevano creato e che avevano ucciso i loro compagni, chiedono "ospitalità". Il Dottore e Bill discutono sulla possibilità che Vardies e umani possano effettivamente cooperare oppure no, poi ritornano al TARDIS decisi a tornare a Londra, ma la città è innevata e si ritrovano sul fiume Tamigi congelato, con un elefante che si avvicina loro sul ghiaccio.

## Ghiaccio sottile
- Titolo originale: Thin Ice
- Diretto da: Bill Anderson
- Scritto da: Sarah Dollard

### Trama
Il Dottore e Bill si ritrovano nella Londra del 4 febbraio del 1814, nel bel mezzo di una fiera del ghiaccio sul Tamigi congelato. Il Dottore e Bill notano alcune strane luci sotto il ghiaccio, poi il cacciavite sonico del Dottore viene rubato da Spider, un orfano borseggiatore guidato da Kitty, un'altra bambina borseggiatrice. Il Dottore e Bill inseguono Spider e Kitty per tutta la fiera. Lontano dalla gente le luci sotto il ghiaccio circondano i piedi di Spider e il ragazzino viene tirato giù nel ghiaccio; il Signore del Tempo fa appena in tempo a riprendersi il cacciavite sonico.
Bill trova crudele da parte del Dottore che lui non abbia cercato di salvare Spider, ma il Dottore le fa capire che ormai era già spacciato e che un suo eventuale intervento non sarebbe servito a nulla. Bill prende atto che lui è abituato a vedere la gente morire, ma capisce pure che probabilmente ha anche ucciso nella sua vita, ed effettivamente il Dottore ammette di avere perso il conto del numero di persone che è stato costretto a uccidere o anche solo guardare morire. Il Dottore e Bill vanno nell'accampamento dove si rifugiano Kitty e i suoi amici; lì offrono del cibo ai bambini, che li informano di un uomo che si aggira lungo il Tamigi con il tatuaggio di una nave sulla mano.
Il Dottore e Bill, calata la notte, indossano le tute da immersione e si fanno catturare dalle luci di proposito; sul fondo del Tamigi trovano una gigantesca creatura marina in catene. Bill presume che si tratti di una creatura aliena, poi vedono un uomo pescare alcuni pesci piuttosto strani; il Dottore li esamina e capisce che sono quei piccoli pesci a generare le luci che attirano i malcapitati, permettendo alla creatura di mangiarli. Il pescatore afferma che ci sono strani movimenti da parte dei dragatori che lavorano per Lord Sutcliffe.
Il Dottore e Bill vanno dai dragatori e con la carta psichica il Signore del Tempo convince uno di loro a rivelare che commerciano un particolare combustibile che prende fuoco anche sott'acqua, una grande fonte di arricchimento. Il Dottore capisce che il combustibile è generato dalle scorie della creatura, quindi lui e Bill vanno nella tenuta di Sutcliffe, ipotizzando anche che quest'ultimo sia un alieno. Il Dottore colpisce con un pugno Sutcliffe quando lui insulta Bill, appurando comunque che non è un alieno. Gli uomini di Sutcliffe catturano il Dottore e Bill; uno di loro ha il tatuaggio della nave sulla mano, e questo conferma che c'è Sutcliffe dietro a questa storia.
Sutcliffe afferma che la sua famiglia ha usato la creatura, che tra l'altro non è aliena ma semplicemente vive lì da sempre, per arricchirsi da generazioni usando le sue scorie come sostituto del carbone e rivendendole. La creatura ha bisogno di nutrimento, quindi Sutcliffe promuove la fiera del ghiaccio per assicurare prede alla creatura.
Sutcliffe manda il Dottore e Bill sul Tamigi perché vengano mangiati, mentre lui prepara una bomba per fare rompere il ghiaccio. I due riescono a scappare quando il Dottore usa il cacciavite sonico per attirare i pesci che generano le luci affinché la creatura inghiotta uno degli scagnozzi di Sutcliffe. Il Dottore prende la bomba e la usa per rompere le catene della creatura con la tuta da immersione. Quando Sutcliffe fa scattare la bomba la creatura si libera, finendo per mangiare Sutcliffe.
Esiste la possibilità che ora che la creatura è libera essa possa diventare un pericolo, ma Bill e il Dottore non trovano giusto che Londra progredisca sulla sofferenza di quella creatura e perciò la lasciano andare. Infine il Dottore manomette il testamento di Sutcliffe affinché la sua proprietà, ora che è morto, passi a Kitty e a i suoi amici. Dopodiché lui e Bill ritornano al presente, dove Nardole rimprovera il Dottore per avere rotto il suo giuramento di non viaggiare con il TARDIS mentre lavorano sotto copertura sulla Terra per sorvegliare il caveau; infatti Nardole si era accorto che lui e Bill avevano usato il TARDIS dato che indossano vestiti di un'altra epoca. Bill trova incredibile che la storia non parli del mostro del Tamigi benché in molti lo avessero visto quel giorno, quando era stato liberato. Il Dottore le spiega che l'umanità è brava a dimenticare e a ignorare gli eventi inspiegabili. Mentre Nardole controlla il caveau sotto l'università sente qualcosa dall'altra parte bussare più volte.

## Toc toc
- Titolo originale: Knock knock
- Diretto da: Bill Anderson
- Scritto da: Mike Bartlett

### Trama
Bill e altri cinque studenti (Shireen, Harry, Paul, Felicity e Pavel) firmano un contratto per vivere in una grande villa.
Il Dottore aiuta l'amica con il trasloco e lei lo presenta agli altri come suo nonno; il Signore del Tempo sente il legno degli alberi del giardino della villa scricchiolare, benché non ci sia vento, inoltre trova strano che Pavel da un po' di tempo non esca dalla sua stanza.
I pavimenti dei piani della villa sono in legno, come la maggior parte delle pareti, la struttura comprende una torre sul retro, ma non è accessibile in quanto sembra che non ci siano porte per entrarvi, oltre al fatto che il proprietario proibisce ai ragazzi nella maniera più assoluta di entrare lì. Il proprietario afferma di avere una figlia di cui si prende cura, inoltre la villa non è in buone condizioni, e non c'è campo per il cellulare. Bill prova a convincere il Dottore ad andarsene, ma lui vuole approfondire le stranezze che accadono lì.
Paul entra nella sua stanza e poi scompare e, quando Bill e Shireen entrano nella stanza di Pavel, lo vedono mentre le pareti di legno lo "risucchiano" (la stessa fine che probabilmente ha fatto pure Paul, e poi anche Felicity).
Il Dottore esamina il legno delle pareti scoprendo che al suo interno vivono degli insetti alieni, che il Dottore battezza "Driadi", capaci di fondersi con il legno a livello cellulare. Harry e il Dottore scappano dalle Driadi e si nascondono in una stanza. Dentro vi trovano altri contratti d'affitto, che appartenevano ad altri inquilini che sono morti, poi il proprietario usando un diapason fa sì che le Driadi mangino vivo Harry.
Bill e Shireen cercano di scappare, e dato che la torre si trova sul retro della villa, Bill intuisce che per entrarvi sicuramente in fondo al corridoio ci sarà un passaggio per accedervi. E infatti lo trovano nascosto dietro la libreria.
Dentro la torre incontrano la figlia del proprietario che lui prima aveva citato, Eliza, una creatura umana ma con il corpo ormai fatto di legno. Le Driadi mangiano anche Shireen, poi arrivano il proprietario e il Dottore, che sono arrivati a un compromesso: dato che Eliza è affetta da un male incurabile e che le Driadi la tengono in vita, è necessario che gli insetti si nutrano, utilizzando gli inquilini che negli anni sono venuti a vivere alla villa, ma il Dottore afferma di potere guarire Eliza.
Il proprietario aveva trovato quegli insetti in giardino e li aveva dati a sua figlia quando si era ammalata, per darle conforto. Fu per caso che scoprì i loro poteri: infatti mise della musica per fare piacere a Eliza, e le Driadi rispondono ai suoi di una certa frequenza, come il diapason. Gli insetti alieni hanno preservato la vita di Eliza, la quale non è invecchiata. Bill trova sospetto che il proprietario sia ancora vivo, infatti le Driadi hanno impedito a Eliza di invecchiare ma non a lui. Il Dottore nota che sia strano che un adulto si metta a raccogliere insetti in giardino; solo i bambini lo fanno.
Il Dottore e Bill capiscono che Eliza non è la figlia di Landlord, bensì sua madre: lui era solo un bambino quando trovò le Driadi. Eliza rimane sconcertata nell'apprendere tale cosa: lei aveva dimenticato tutto quanto, credendo veramente di essere la figlia del proprietario, infatti le Driadi avevano preservato solo il corpo di Eliza ma non la sua memoria.
Il Dottore cerca di fare capire al proprietario che non è giusto sacrificare le vite di altri innocenti solo per allungare quella di Eliza, la quale comunque sarà condannata a vivere in quella villa per sempre, non comunicando mai con il mondo esterno, e quella non si può definire vita. Eliza cerca di spiegare a suo figlio che il Dottore ha ragione e che deve permetterle di morire, ma soprattutto che il proprietario deve vivere la sua vita, specialmente perché non può tollerare che persone innocenti continuino a morire per causa sua.
Il proprietario non è disposto a dire addio a sua madre e con il diapason ordina alle Driadi di mangiarsi Bill e il Dottore, però adesso gli insetti obbediscono solo a Eliza, la quale ormai ha capito che suo figlio, a causa dell'amore morboso che prova per lei, è diventato un mostro, lasciando che le Driadi consumino lei e il proprietario, mentre madre e figlio si abbracciano.
Le Driadi rigenerano Shireen, Harry, Paul, Felicity e Pavel, mentre la villa cade a pezzi. Il Dottore va all'università dando a Nardole il cambio nel sorvegliare il caveau e per dare da mangiare al prigioniero rinchiuso al suo interno, il quale suona il pianoforte.

## Ossigeno
- Titolo originale: Oxygen
- Diretto da: Charles Palmer
- Scritto da: Jamie Mathieson

### Trama
Il Dottore continua a lavorare come insegnante sotto copertura per custodire il caveau, ma inizia ad annoiarsi; Nardole comprende che è tentato di viaggiare nello spazio e ci riesce, insieme a Bill e Nardole, benché quest'ultimo sia contrario dato che sorvegliare quel caveau è di vitale importanza.
I tre con il TARDIS si recano in una stazione spaziale per l'estrazione del rame. Giungono lì per rispondere a un segnale di soccorso-, la struttura è priva di ossigeno, trovano un cadavere all'interno di una tuta spaziale, la smartsuit, poi l'astronave espelle tutto l'ossigeno che il TARDIS aveva sparso per la struttura. Infatti solo le tute possono fornire ossigeno: altre fonti sono vietate.
La stazione spaziale è di proprietà della società di risorse energetiche Ganymede Systems; per loro anche l'ossigeno è una fonte di reddito, facendolo pagare, ragion per cui all'interno della loro astronave si può respirare solo l'ossigeno fornito dalle tute spaziali. Il Dottore, Bill e Nardole scoprono che la maggior parte dell'equipaggio è stato ucciso dalle tute spaziali capaci di muoversi da sole. I tre sono costretti a mettersi delle tute malfunzionanti pur di avere ossigeno, inoltre trovano alcuni membri dell'equipaggio sopravvissuti che stanno aspettano i soccorsi che arriveranno a breve.
La tuta di Bill inizia a funzionare male, costringendo il Dottore a cederle il suo casco, esponendolo così al vuoto spaziale e rendendolo cieco. Il Dottore però capisce che le tute non sono malfunzionanti, sono solo programmate per consumare meno ossigeno possibile, quindi ammazzare tutti i membri dell'equipaggio della nave spaziale, perché ne sprecano molto vivendo.
Il Dottore spiega loro che nessuno verrà a soccorrerli, infatti guardando nel diario di bordo scoprono che la suddetta nave dei soccorsi era partita prima che la richiesta di aiuto fosse inoltrata, infatti quella nave non porta i soccorsi ma solo la nuova spedizione che prenderà il posto di quella che morirà. Il Dottore così collega le loro tute al sistema di raffreddamento della nave, così se vengono uccisi il motore si surriscalderà ed esploderà facendo esplodere il grandissimo carico di ossigeno. Le smartsuit capiscono che ammazzarli comporterebbe un grandissimo dispendio di ossigeno, così non li uccidono.
Il Dottore porta con il TARDIS i sopravvissuti alla Ganymede Systems dove faranno "reclamo"; il Signore del Tempo rivela a Bill che loro daranno vita a una rivoluzione che distruggerà il monopolio delle multinazionali, anche se l'umanità continuerà in seguito a commettere altri errori.
Una volta tornati all'università Nardole rimprovera aspramente il Dottore perché per via del suo desiderio di avventura ha quasi rischiato di morire, e in tal caso nessuno potrebbe sorvegliare quel caveau, o peggio che se capitasse qualcosa al Dottore e il prigioniero del caveau lo scoprisse se ne approfitterebbe. Il Dottore confessa a Nardole che contrariamente a quanto ha fatto credere a Bill, la quale pensa che lui sia guarito dalla cecità, i suoi occhi non hanno recuperato la vista.

## Extremis
- Titolo originale: Extremis
- Diretto da: Daniel Nettheim
- Scritto da: Steven Moffat

### Trama
Il Papa, accompagnato da altri cardinali, va dal Dottore all'università per chiedergli aiuto nel tradurre un testo chiamato "Veritas". Chiunque lo abbia letto poi si è suicidato, e il Dottore e Nardole coinvolgono Bill andando a trovarla a casa sua mentre era in compagnia di una ragazza. Solo Nardole è a conoscenza del fatto che il Dottore è cieco. Vengono portati al Vaticano per indagare, venendo scortati in una biblioteca segreta; un cardinale viene sequestrato da una strana creatura, mentre un prete che ha tradotto il Veritas si suicida con una pistola, ma non prima di avere inviato al CERN i testi del Veritas tradotti.
Bill e Nardole scoprono all'interno della biblioteca un portale, che li porta direttamente al Pentagono e scoprono che i portali proiettano in tutte le parti del mondo, come al CERN di Ginevra dove gli scienziati, che hanno ricevuto una trascrizione del "Veritas", stanno celebrando prima di suicidarsi in massa. Uno degli scienziati fa fare a Nardole e Bill un gioco, il "test ombra", e ogni volta che lui toccherà il tavolo con la mano dovranno dire un numero, e stranamente Nardole e Bill dicono sempre le stesse cifre contemporaneamente, prima che gli scienziati si tolgano la vita con la dinamite. Il Dottore riesce a riavere temporaneamente la sua vista usando la tecnologia dei Signori del Tempo, ma viene circondato da alieni simili a monaci cadaverici.
Nardole capisce che i proiettori non proiettano dei portali, ma l'intero mondo: è tutta una simulazione, compresi loro, infatti non sono i veri Bill e Nardole; quest'ultimo per via della sua realizzazione si dematerializza. Bill trova il Dottore alla Casa Bianca, con il Presidente morto: anche lui si è suicidato dopo avere letto la traduzione del Veritas. Il Signore del Tempo le dice che questo mondo è una simulazione, e il "Veritas" ne è la prova. Infatti tutte le persone che si erano suicidate erano simulacri che avevano preso coscienza di essere simulazioni, esse agiscono sempre secondo uno stesso algoritmo di numeri, ecco perché con il test ombra tutti ripetevano le stesse cifre.
Bill quindi scompare a causa dell'intervento dei Monaci, ma il Dottore, che pure lui in realtà è un ologramma, capisce che è un test per vedere se riuscirebbero a conquistare la Terra. Grazie al buon grado di realtà della simulazione il Dottore virtuale riesce a inviare, tramite i suoi occhiali sonici, le informazioni al vero Dottore e ad avvisarlo del pericolo. Il Signore del Tempo avvisa Bill perché qualcosa di grande sta per abbattersi.
Con alcuni flashback, molto tempo fa, si vede il Dottore, poco dopo la morte di River Song, che viene convocato per giustiziare Missy su un pianeta che è famoso per le sue uccisioni, ma Nardole interrompe l'esecuzione in nome di River, la quale gli aveva chiesto di tenerlo d'occhio dopo la sua partenza da Darillium, dato che lei non avrebbe approvato che lui uccidesse Missy. In effetti il Dottore si rifiuta di ucciderla, quindi gli viene dato il permesso di lasciarlo andare via (soprattutto per paura di lui) e il Signore del Tempo sceglie di imprigionarla e di sorvegliarla per mille anni. In effetti è lei il misterioso prigioniero dentro al caveau.

## La piramide alla fine del mondo
- Titolo originale: The Pyramid at the End of the World
- Diretto da: Daniel Nettheim
- Scritto da: Peter Harness e Steven Moffat

### Trama
Il Dottore riceve la mail e capisce l'accaduto. L'appuntamento di Bill con Penny si svolge come nella simulazione, ma stavolta a irrompere in casa è il Segretario Generale delle Nazioni Unite, che dice a Bill che lei è l'unica che sa dove si trova il Dottore. Bill e il Dottore vanno con il Segretario in Turmezistan, nella zona di guerra tra Russia, America e Cina, su un jet privato dove il TARDIS è stato montato, nella zona di guerra è spuntata da un giorno all'altro un'enorme piramide egizia apparentemente risalente a cinquemila anni fa; essa, in realtà, non è che la base operativa dei Monaci.
Lì si riuniscono con il Dottore e Nardole e insieme ai generali degli eserciti cinese, russo e americano, entrano a ispezionare la piramide. Scoprono che i Monaci non vogliono fare altro che salvarli da un'imminente catastrofe che sterminerà la razza umana e tutti gli altri esseri viventi su tutta la Terra, e per fare questo chiedono agli umani il permesso di intervenire ma a patto che cedano ai Monaci il dominio del mondo, perché avendo studiato l'umanità per anni, facendo molte simulazioni per studiare il giusto modo per conquistarla, hanno realizzato che dominare sulla Terra con la paura non serve a nulla: solo se i terrestri cederanno la Terra di loro volontà allora potranno governarla.
Il Dottore ordina di non accettare la proposta perché gli alieni richiederanno qualcosa in cambio; infatti, quando il Segretario accetta il dominio dei Monaci loro riconoscono che la sua decisione è motivata dalla paura, e lo puniscono con la morte. Gli altri generali comunque sono propensi ad accettare perché altrimenti la minaccia profetizzata dai Monaci sterminerà l'umanità, e loro non sanno come prevenirla dato che non hanno idea di cosa si tratti. Inizialmente credevano che fosse la guerra, decidendo quindi di mettere da parte le ostilità tra i vari eserciti, ma non serve a bloccare il timer con cui i Monaci hanno sincronizzato gli orologi di tutto il mondo che segna l'avvento della minaccia.
Il Dottore capisce che probabilmente la minaccia è un'arma batteriologica, sviluppata per errore in un laboratorio, avanzando l'ipotesi che il suddetto laboratorio sarà probabilmente monitorato dai Monaci che avrenno hackerato il sistema di videocamere. Il Dottore disabilita le telecamere di tutto il mondo, sapendo che i Monaci riattiveranno almeno le telecamere del laboratorio interessato per continuare a sorvegliarlo, e a quel punto potranno individuarlo. Intanto gli altri generali, non credendo nel fatto che il Dottore possa salvare il mondo in tempo, accettano la proposta dei Monaci, ma il permesso concesso non è sincero, ma motivato da una strategia, quindi vengono puniti con la morte.
Intanto il Dottore, con l'aiuto di Nardole, trova il laboratorio dove sta per verificarsi una fuga batteriologica e, non potendo disinfettare la zona, decide di farlo esplodere. Il problema è che per uscire dal laboratorio il Dottore deve inserire una combinazione nella serratura meccanica della porta, ed essendo ancora cieco è impossibilitato a farlo; Nardole, messo KO dai batteri, non è in grado di aiutarlo. Bill scopre la situazione in cui si trova il Dottore e della sua cecità, i Monaci spiegano a Bill che hanno bisogno che una persona decida di sottomettere l'umanità a loro con motivazioni pure al fine di stabilire una connessione psichica con tutti i terrestri, e solo allora potranno dominarli. Bill decide di fare un patto con i Monaci: concederà loro il permesso di invadere la Terra, ma in cambio dovranno ridare la vista al Signore del Tempo, sicura che egli sarà ancora una volta in grado di salvare l'umanità a fatto compiuto. Gli alieni vedono che la sua proposta è per amore, non per paura, e accettano la richiesta conquistando il mondo.
Il tutto riporta alla frase pronunciata dal Dottore all'inizio dell'episodio dove lui affermava che la fine di tutto non avviene in un solo istante ma è il risultato della combinazione di singoli eventi che conducono all'inevitabile.

## Un mondo di bugie
- Titolo originale: The Lie of the Land
- Diretto da: Wayne Yip
- Scritto da: Toby Whithouse

### Trama
Sono passati sei mesi dall'invasione dei Monaci, che hanno riscritto la storia facendo credere alla popolazione che ci siano sempre stati, che hanno guidato l'umanità verso i grandi traguardi sconfiggendo anche le minacce come i Dalek, i Cyberman e gli Angeli piangenti. Chi ricorda la verità viene sequestrato dalla polizia politica; il Dottore, anch'egli vittima del lavaggio del cervello, è a capo della propaganda del regime. Bill vive in semi-isolamento e si confida con una rappresentazione immaginaria di sua madre, quando viene visitata da Nardole che è membro di una sparuta resistenza e la mette al corrente di un piano per salvare il Dottore, tenuto prigioniero in una nave nel mezzo del Mare del Nord.
La resistenza raggiunge il Dottore, che tuttavia sembra intimamente convinto che i Monaci sono il male minore e che gli umani stavano regredendo, non avendo mai imparato a usare il libero arbitrio per migliorare prendendo esempio dai loro sbagli. Bill, esasperata, gli spara, e lui inizia a rigenerarsi, salvo poi interrompere il processo rivelando che era una finta, che è sempre stato dalla parte della resistenza e che la missione di salvataggio altro non era che un test a cui Bill è stata sottoposta, mentre le pallottole erano a salve. Prendono il controllo della nave e tornano verso le coste inglesi.
Il Dottore va a fare visita a Missy nel suo caveau, intenta a suonare il pianoforte, per chiederle un modo di sconfiggere i Monaci dato che già in passato lei è riuscita a batterli, dato che sta cercando di redimersi per i suoi sbagli. Lei dice che le creature interferiscono nelle onde cerebrali umane grazie a una rete di segnali che fa capo a una singola persona amplificati dalle statue raffiguranti di Monaci, erette poco dopo la conquista del mondo: basta uccidere questo "perno", o comunque interrompere le sue attività cerebrali, per fermare la trasmissione dei segnali. Questa persona non è altro che Bill, colei che ha dato il suo consenso al dominio dei Monaci. Il Dottore e Bill non capiscono come sia possibile visto che i Monaci hanno dominato mondi interi per millenni, e una sola persona che faccia da "perno" non può vivere così a lungo. Missy spiega che quando il "perno" ha dei figli che garantiscono una discendenza le generazioni future ereditano dal "perno" la rete di segnale che diventa poi ancora più ampia. Il Dottore si rifiuta di ricorrere a questo espediente, affermando che questo suo modo di fare è la prova che lei non sta cambiando come persona, ma Missy si limita a dirgli che esistono diverse concezioni dell'essere "buoni".
La resistenza si infiltra nella piramide dei Monaci, adesso nel centro di Londra, e raggiungono la sala di controllo da dove originano i segnali; il Dottore prova a riversare la verità dalla sua mente alla rete ma ne esce sconfitto. Bill decide di sacrificarsi al posto suo, si interfaccia con la rete e pensa a sua madre che le porge la mano: questa memoria immaginata, pura, non può essere corrotta dai Monaci e interrompe il legame. Bill è salva, la popolazione si ribella e caccia gli alieni dalla Terra.
Qualche tempo dopo Bill chiede al Dottore come mai la gente ha già dimenticato i sei mesi di dominio dei Monaci; lui le risponde che l'umanità semplicemente non è capace di imparare dai suoi sbagli. Bill gli chiede per quale motivo ha a cuore i terrestri a dispetto dei loro difetti; il Signore del Tempo le dice che tra tanti umani insignificanti ce ne sono alcuni, anche se pochi, che si possono ritenere speciali, e Bill è tra loro. Il Dottore torna poi a visitare Missy la quale, in lacrime, ammette di ricordare i nomi delle persone che ha ucciso e che questo passo del processo di redenzione è doloroso, anche se il Dottore è della convinzione che è segno che sta facendo dei progressi.

## L'imperatrice di Marte
- Titolo originale: Empress of Mars
- Diretto da: Wayne Yip
- Scritto da: Mark Gatiss

### Trama
Il Dottore, Bill e Nardole vanno alla stazione della NASA che ha appena inviato una sonda spaziale su Marte, ma sulla superficie trovano dei massi che allineati formano la frase "Dio salvi la regina". Il Dottore, incuriosito, viaggia insieme ai suoi amici con il TARDIS indietro nel tempo su Marte per capire l'origine di quella frase.
Arrivati su Marte si addentrano nelle gallerie sotterranee dove c'è aria respirabile, ma Nardole senza volerlo torna all'università con il TARDIS, quindi ora Bill e il Dottore sono bloccati su Marte, dove trovano un plotone di soldati inglesi, dell'età vittoriana, guidati dal colonnello Godsacre, un ex disertore, e lo spietato capitano Catchlove. I soldati portano Bill e il Signore del Tempo nel loro accampamento e raccontano di come trovarono un guerriero di ghiaccio e la sua astronave in Sudafrica, chiamarono il marziano "Venerdì" che li condusse su Marte con la promessa che avrebbe concesso loro di fare del pianeta una nuova colonia inglese estraendo con un impianto di trivellazione tutte le pietre e i minerali preziosi che avrebbero trovato.
Durante gli scavi trovano quello che sembra un sarcofago, ma il Dottore capisce che in realtà è un sistema di ibernazione e che probabilmente Venerdì sta solo usando i soldati inglesi per risvegliare i guerrieri di ghiaccio. Un soldato, senza volerlo, risveglia la regina marziana Iraxxa dal sonno criogenico; infatti era quello lo scopo di Venerdì. Inoltre Iraxxa risveglia dall'alveare tutti gli altri guerrieri di ghiaccio, allo scopo di sterminare gli invasori umani. Il Dottore e Godsacre cercano di soffocare le ostilità, ma Catchlove fa catturare Bill, il Dottore e Godsacre, che però Venerdì libera in quanto anche lui non vuole la guerra.
Il Dottore minaccia Iraxxa di azionare l'impianto di trivellazione sopra di loro, infatti si trovano sotto il Polo Nord di Marte e rischia di fare cadere sopra tutti una valanga di ghiaccio, a meno che Iraxxa non sospenda la battaglia. Purtroppo Catchlove prende Iraxxa come ostaggio provando a costringerla ad azionare la nave spaziale e riportarlo sulla Terra lasciano lì il suo plotone, ma Godsacre gli spara uccidendolo, offrendo a Iraxxa i suoi servigi. Lei, riconoscendolo come un amico, decide di risparmiare la vita ai terrestri, e dato che Marte non offre più prospettive, il Dottore manda un messaggio che viene accolto dagli abitanti di Alfa Centauri, che invieranno su Marte una navicella che porterà via da lì la popolazione.
Godsacre decide di rimanere insieme ai marziani, inoltre si scopre che i massi erano stati disposti proprio da Godsacre, Bill e il Dottore affinché la frase "Dio salvi la regina" attirasse l'attenzione dell'astronave di Alfa Centauri indicandogli il luogo dell'atterraggio. Nardole torna su Marte con il TARDIS, ma quando il Dottore e Bill vi entrano trovano Missy: infatti Nardole, non sapendo pilotare la macchina del tempo, ha fatto uscire Missy dal caveau visto che solo lei sapeva come guidare il TARDIS. Il Dottore le dice che però dovrà rinchiuderla nel caveau, ma sembra che per lei la cosa non abbia importanza.

## I divoratori di luce
- Titolo originale: The Eaters of Light
- Diretto da: Charles Palmer
- Scritto da: Rona Munro

### Trama
Bill si crede molto appassionata dell'impero romano e della Legio VIIII Hispana, quindi propone al Dottore una sfida: lui sostiene che la Legio VIIII Hispana è tutta un ammasso di cadaveri; mentre Bill sostiene che la Legio IX Hispana non può perdere e sarà accampata sopra la collina. I due e Nardole, giunti nel passato in Scozia, si dividono. Purtroppo il Dottore ha ragione e sono tutti morti.
Il Dottore e Nardole incontrano una tribù dei Pitti; una di loro, la giovane Kar, afferma di essere la custode del portale, dal quale è fuoriuscita la "creatura" che mangia la luce, che per conto dei Pitti ha distrutto la Legio IX Hispana. Bill intanto trova i pochi sopravvissuti della Legio Hispana, un piccolo gruppo di soldati molto giovani, poco più che ragazzini.
Il Dottore esamina il portale addentrandosi scoprendo che lì c'è uno strappo temporale, e pochi secondi nel portale equivalgono a giorni nel mondo terrestre. Il Dottore convince i Pitti e i legionari a mettere da parte le loro divergenze per sconfiggere la creatura, una "locusta": questi alieni viaggiano in varie dimensioni e si cibano di tutte le fonti di luce, comprese le stelle. Il Dottore, con l'aiuto dei legionari e dei Pitti, rispedisce la locusta dentro il portale, ma qualcuno dovrà attraversarlo e sorvegliarlo, in eterno, per evitare che le locuste lo riattraversino. Il Signore del Tempo decide di sacrificarsi, ma Kar, insieme ai Pitti e ai legionari, entra nel portale: ora saranno loro a sorvegliarlo per sempre, benché il Dottore non fosse d'accordo.
Bill gli fa capire che non spetta a lui combattere ogni battaglia; poi lei, il Dottore e Nardole, tornano sul TARDIS. Lì dentro c'è Missy; il Dottore dice che può stare con loro per dargli la prova che è diventata buona. Il Dottore sta prendendo in considerazione l'idea di tornare a essere suo amico, ma ha ancora delle riserve perché la speranza è tentatrice.

## Tutto il tempo del mondo
- Titolo originale: World Enough and Time
- Diretto da: Rachel Talalay
- Scritto da: Steven Moffat

### Trama
Il Dottore vorrebbe lasciare a Missy il comando nella loro prossima avventura per vedere se il suo percorso di redenzione sta funzionando, benché Bill non capisca per quale motivo per lui è così importante in quanto Missy non è la sua unica amica. Il Dottore le spiega che Missy è l'amica più vecchia che ha, nonché la persona che più gli somigli. Il Signore del Tempo convince Bill ad accompagnare lui, Nardole e Missy in una missione di salvataggio, per cercare di convertire definitivamente quest'ultima dalla parte dei "buoni". Arrivano su un'enorme nave colonia, con un diametro di 160 km e una lunghezza di 640 km, bloccata sul margine di un buco nero e quindi soggetta a un severo caso di dilazione temporale: per ogni minuto che passa sul ponte di comando, trascorrono decenni al capo opposto.
L'unico membro rimasto dell'equipaggio, terrorizzato, spara all'unica umana a bordo, ovvero Bill, lasciandole un enorme buco nel petto; dagli ascensori ai ponti inferiori emergono allora figure incappucciate vestite come pazienti di un ospedale dalla voce robotica che prendono la ragazza perché sia "riparata" portandola al piano inferiore con gli ascensori. Bill si sveglia in un ospedale, con un grosso apparecchio metallico che svolge le funzioni di cuore artificiale, e fa amicizia con il tuttofare della struttura, Mr. Razor, che le offre un posto dove stare. La città industriale dove si trovano è all'ultimo ponte della nave ed è popolata dai discendenti dell'equipaggio originale; decine di "pazienti" vengono tenuti in agonia dalla sadica infermiera. Razor spiega a Bill che i pazienti vengono "migliorati" come lei al fine portare a termine l'operazione Exodus, ovvero invadere i piani superiori dell'astronave. Poi Razor con l'inganno porta Bill nella sala operatoria affinché venga completamente "migliorata".
Dopo quelli che per Bill sono stati anni il Dottore arriva con l'ascensore insieme a Missy e Nardole ed entra nella sala operatoria, dove incontra un modello originale di Cyberman, ovvero i pazienti incappucciati. Il Dottore gli chiede dove si trovi la ragazza. Missy scopre che la nave ha avuto origine da Mondas, il pianeta gemello della Terra già visto nel serial Il decimo pianeta, il luogo dove nacquero i Cyberman, ed è allora che viene raggiunta da Razor che le spiega che il Dottore non la perdonerà mai dato quello che ha fatto a Bill. Missy non capisce a cosa si riferisca, ma Razor si rivela a lei come la sua precedente rigenerazione, il Maestro che aveva sfidato il Decimo Dottore, e che ha ingannato Bill durante tutti questi anni, trasformandola in un Cyberman, lo stesso appena incontrato dal Dottore: questa è la genesi dei Cyberman. Missy non ricorda nulla di tutto ciò a causa del paradosso temporale, ora i due Maestri, che si sono alleati, raggiungono il Dottore e il Cyberman Bill, che piange.
- Nota: il Dottore mette al tappeto il membro dell'equipaggio dell'astronave con una tecnica di "Aikido Venusiano", arte marziale praticata dal Terzo Dottore.

## La caduta del Dottore
- Titolo originale: The Doctor Falls
- Diretto da: Rachel Talalay
- Scritto da: Steven Moffat

### Trama
Il Dottore si sveglia sul tetto dell'ospedale, legato a una sedia, dove viene schernito da Missy e il Maestro. Quest'ultimo gli rivela che dopo avere sigillato se stesso insieme a Rassilon e a tutti gli altri Signori del Tempo su Gallifrey è fuggito con un TARDIS ma non sapendolo pilotare bene è finito lì, per un po' di tempo ha dominato sulla comunità finché non si sono ribellati a lui.
Improvvisamente i Cybermen li attaccano: il Dottore ha infatti esteso di nascosto i parametri di "umano" aggiungendo le persone con due cuori, e ora neanche i Signori del Tempo sono al riparo dai cyborg. Il Dottore viene colpito dall'arma di un Cyberman, ma Cyber-Bill, che ha mantenuto la sua individualità, lo difende. I protagonisti fuggono su una nave rubata da Nardole che si ferma al ponte 507, il piano superiore dell'astronave, un ambiente rurale periodicamente invaso dai proto-Cybermen.
Dopo due settimane Bill si risveglia: si percepisce umana, ma è ancora un cyborg, e inoltre scopre che il Dottore sta iniziando a rigenerarsi. I Cybermen dei piani inferiori (che nel frattempo si sono evoluti grazie allo scorrere più rapido del tempo e adesso assomigliano alle versioni viste negli episodi più recenti) hanno scoperto il nascondiglio dei sopravvissuti e si stanno preparando per un'invasione su larga scala, ovvero l'Exodus. Al Dottore non resta altra scelta che un attacco suicida, facendo detonare le tubature di carburante appena sotto il pavimento del ponte: Bill decide di restare con lui, mentre Nardole conduce gli abitanti in salvo ai piani superiori. Missy e il Maestro non si lasciano convincere e cercano di darsela a gambe, infatti useranno il TARDIS con cui il Maestro è giunto lì, e che per molto tempo è rimasto danneggiato. Infatti Missy, iniziando a recuperare i ricordi di quell'esperienza, realizza di avere con sé il dispositivo per ripararlo. Il Dottore spiega ai due che lui cerca di proteggere gli altri perché è un modo di vivere dignitoso e gentile, ma il Maestro è del tutto indifferente a queste parole. Tuttavia all'ultimo minuto Missy decide di tornare ad aiutare il suo amico e pugnala il Maestro, azione che lo farà rigenerare in se stessa; per tutta risposta lui la colpisce a piena forza con il cacciavite laser, bloccandole le rigenerazioni e lasciandola a morire, e lui torna verso il suo TARDIS.
Circondato dai Cybermen, e più e più volte colpito da loro, il Dottore fa esplodere l'intero ponte a costo della sua vita. Non resta che Cyber-Bill a piangere sul suo corpo, quando a un tratto da una pozzanghera vicina emerge Heather, che ha acquisito il pieno controllo delle sue abilità del liquido mutante e che ha rintracciato la sua ex compagna di università grazie alle lacrime che le aveva lasciato. Le due si baciano ed Heather rivela a Bill di averla liberata dal suo corpo di Cyberman, trasformandola in una creatura simile a sé, ma con l'abilità di tornare umana appena lo desideri. Le ragazze riportano il corpo del Dottore nel TARDIS: Bill lo saluta per l'ultima volta, lasciandogli una lacrima sulla fronte, e parte con Heather per esplorare l'universo.
Il Dottore, rianimato dalle lacrime di Bill, recupera i sensi, ma si rifiuta di rigenerarsi perché stanco di cambiare senza sosta. Il TARDIS viaggia fino in Antartide dove il Signore del Tempo, urlando, continua a bloccare il processo di rigenerazione, quando dalla neve emerge un'altra figura. Il Dottore si presenta, ma lo sconosciuto dice di essere il Dottore originale: è la sua prima incarnazione, anche lui nel corso di una rigenerazione che non vuole affrontare.